# Luszyn
Luszyn (prononciation : [ˈluʂɨn]) est un village polonais de la gmina de Pacyna dans le powiat de Gostynin de la voïvodie de Mazovie dans le centre-est de la Pologne.
Il se situe à environ 5 kilomètres au sud-est de Pacyna (siège de la gmina), 26 kilomètres au sud-est de Gostynin (siège du powiat) et à 85 kilomètres à l'ouest de Varsovie (capitale de la Pologne).
Le village possède approximativement une population de 451 habitants en 2009.

## Histoire
De 1975 à 1998, le village appartenait administrativement à la voïvodie de Płock.

## Galerie

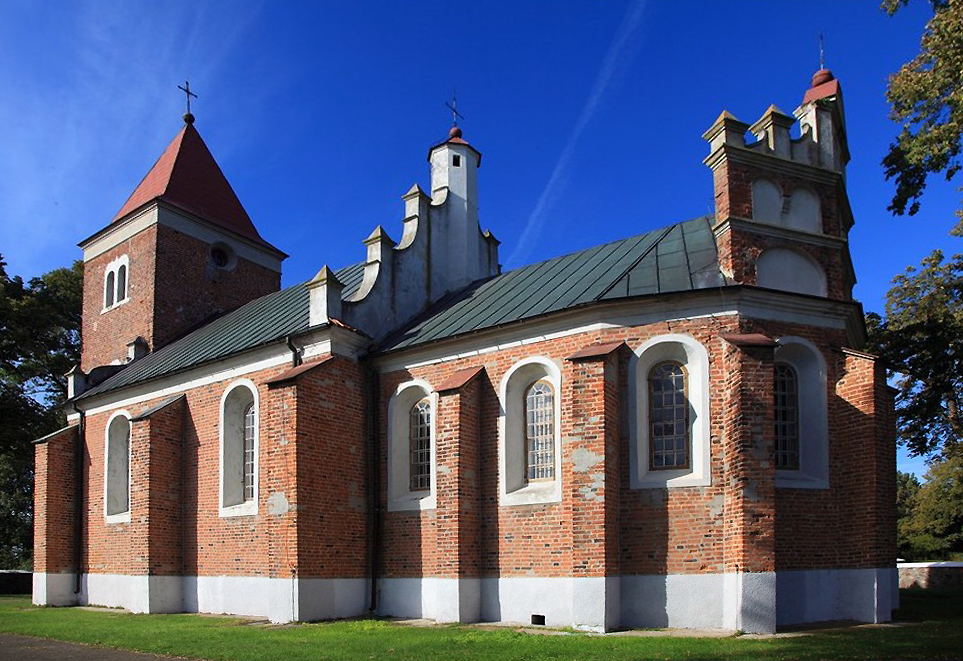
Église de style Gothique-Renaissance
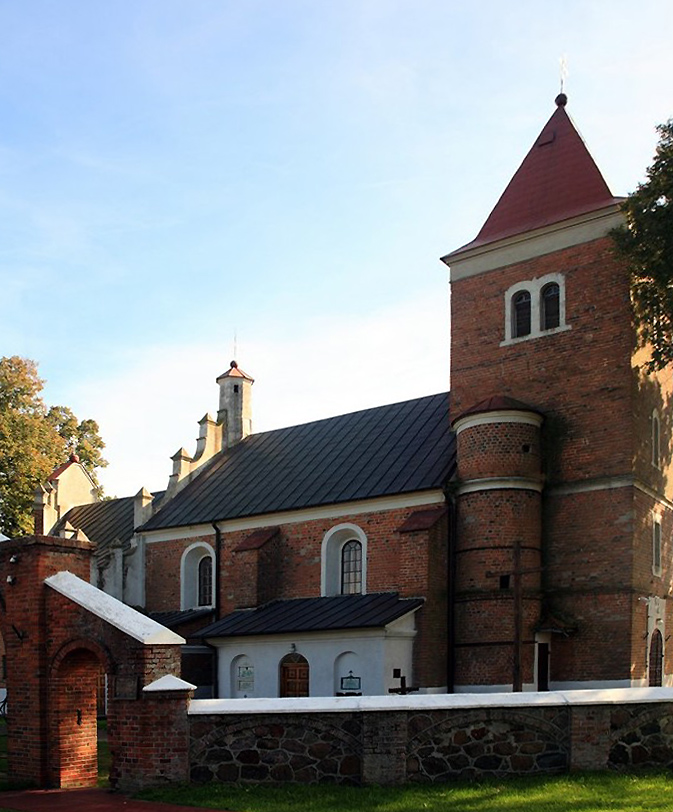
Église de style Gothique-Renaissance
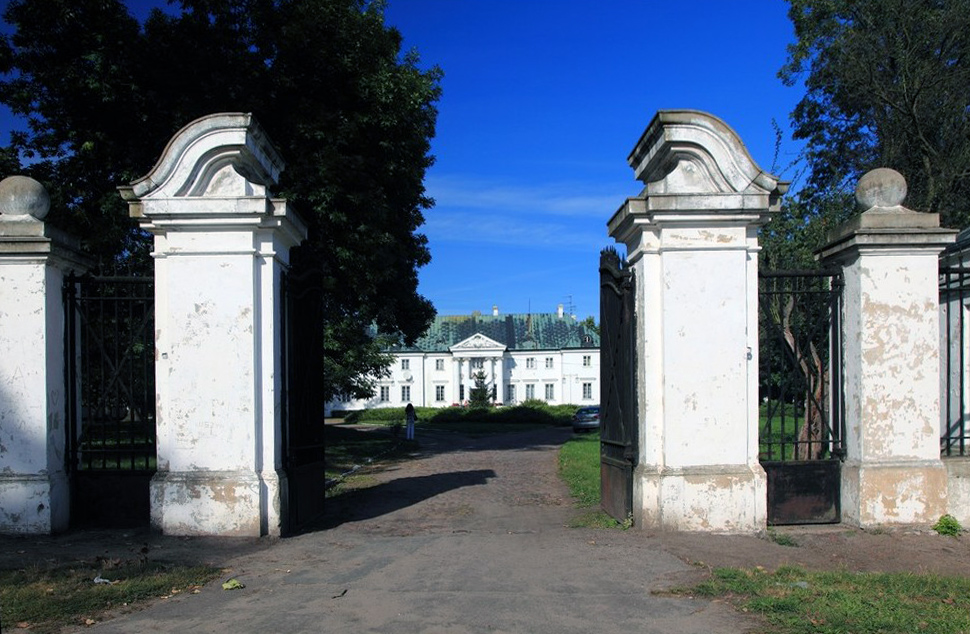
Palais néoclassique de Luszyn
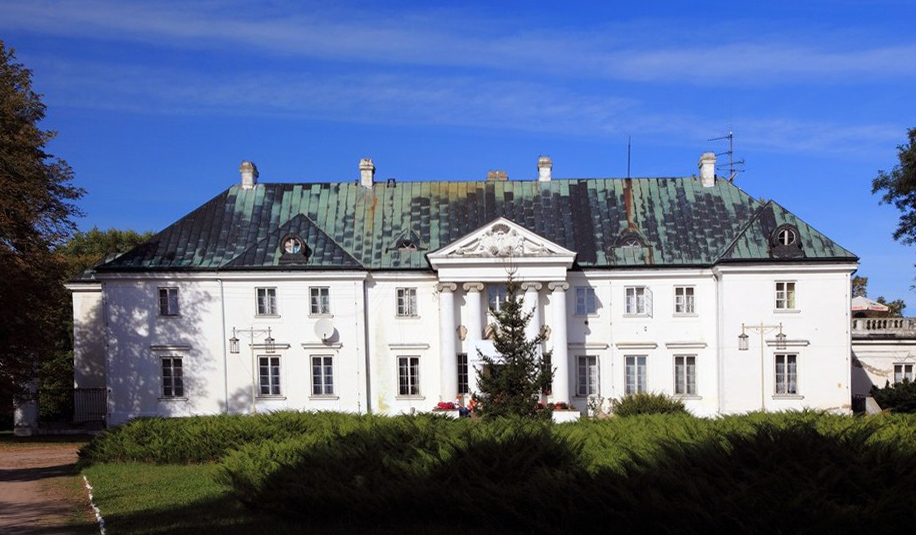
Palais néoclassique de Luszyn